# Bolívia címere

Bolívia címere

Bolívia címerét 1888-ban fogadták el. Fő eleme egy ovális pajzs, melynek felső éle sárga színű, rajta a Bolívia felirattal. A alsó széle kék, a tartományokat jelképező kilenc ötágú csillaggal. A pajzson egy tájkép található, a háttérben magasodó Potosí heggyel, előtte házzal, pálmával, búzakévével és lámával. Ezek az ország gazdagságát adó bányászatot, növényzetet és állatvilágot jelentik. A pajzsot két-két oldalról három nemzeti zászló díszíti, felülről pedig egy andoki kondor.